# Wonderful (Colin Blunstone)
Wonderful is een single van Colin Blunstone. Het is afkomstig van zijn album Journey. Het nummer is geschreven door Rod Argent en Chris White zijn maatjes uit de toen al enige tijd opgeheven band The Zombies. Argent speelde ook op het bijbehorende studioalbum en White produceerde het.

## Hitnotering

### Nederlandse Top 40
| Hitnotering: week 44 t/m 51 in 1973 | Hitnotering: week 44 t/m 51 in 1973 | Hitnotering: week 44 t/m 51 in 1973 | Hitnotering: week 44 t/m 51 in 1973 | Hitnotering: week 44 t/m 51 in 1973 | Hitnotering: week 44 t/m 51 in 1973 | Hitnotering: week 44 t/m 51 in 1973 | Hitnotering: week 44 t/m 51 in 1973 | Hitnotering: week 44 t/m 51 in 1973 |
| Week:                               | 1                                   | 2                                   | 3                                   | 4                                   | 5                                   | 6                                   | 7                                   |                                     |
| ----------------------------------- | ----------------------------------- | ----------------------------------- | ----------------------------------- | ----------------------------------- | ----------------------------------- | ----------------------------------- | ----------------------------------- | ----------------------------------- |
| Positie:                            | 30                                  | 17                                  | 13                                  | 14                                  | 20                                  | 32                                  | 36                                  | uit                                 |

### NederlandseDaverende 30
| Hitnotering: 3-11-1973 t/m 14-12-1973 | Hitnotering: 3-11-1973 t/m 14-12-1973 | Hitnotering: 3-11-1973 t/m 14-12-1973 | Hitnotering: 3-11-1973 t/m 14-12-1973 | Hitnotering: 3-11-1973 t/m 14-12-1973 | Hitnotering: 3-11-1973 t/m 14-12-1973 | Hitnotering: 3-11-1973 t/m 14-12-1973 | Hitnotering: 3-11-1973 t/m 14-12-1973 |
| Week:                                 | 1                                     | 2                                     | 3                                     | 4                                     | 5                                     | 6                                     |                                       |
| ------------------------------------- | ------------------------------------- | ------------------------------------- | ------------------------------------- | ------------------------------------- | ------------------------------------- | ------------------------------------- | ------------------------------------- |
| Positie:                              | 30                                    | 26                                    | 14                                    | 10                                    | 14                                    | 22                                    | uit                                   |

### BelgischeBRT Top 30
Het was de enige hit van Blunstone als soloartiest in België.
| Hitnotering: 8-12-1973 t/m 1-2-1974 | Hitnotering: 8-12-1973 t/m 1-2-1974 | Hitnotering: 8-12-1973 t/m 1-2-1974 | Hitnotering: 8-12-1973 t/m 1-2-1974 | Hitnotering: 8-12-1973 t/m 1-2-1974 | Hitnotering: 8-12-1973 t/m 1-2-1974 | Hitnotering: 8-12-1973 t/m 1-2-1974 | Hitnotering: 8-12-1973 t/m 1-2-1974 | Hitnotering: 8-12-1973 t/m 1-2-1974 | Hitnotering: 8-12-1973 t/m 1-2-1974 |
| Week:                               | 1                                   | 2                                   | 3                                   |                                     | 4                                   | 5                                   | 6                                   | 7                                   |                                     |
| ----------------------------------- | ----------------------------------- | ----------------------------------- | ----------------------------------- | ----------------------------------- | ----------------------------------- | ----------------------------------- | ----------------------------------- | ----------------------------------- | ----------------------------------- |
| Positie:                            | 23                                  | 11                                  | 8                                   | x                                   | 15                                  | 16                                  | 26                                  | 27                                  | uit                                 |

### NPO Radio 2 Top 2000
| Nummer met noteringen in de NPO Radio 2 Top 2000 | '99  | '00 | '01 | '02  | '03  | '04  | '05  | '06  | '07  | '08  | '09  | '10  | '11  | '12  |
| ------------------------------------------------ | ---- | --- | --- | ---- | ---- | ---- | ---- | ---- | ---- | ---- | ---- | ---- | ---- | ---- |
| Wonderful                                        | 1424 | -   | 846 | 1080 | 1126 | 1020 | 1122 | 1109 | 1316 | 1150 | 1450 | 1611 | 1876 | 1850 |

1. ↑  Een '-' betekent dat het nummer niet was genoteerd en een vetgedrukt getal geeft de hoogste notering aan.
2. ↑  Deze tabel is bijgewerkt tot en met de laatste editie (2024).